# Mnemonista
Mnemonista, mnemonik – osoba obdarzona fenomenalną pamięcią lub potrafiąca biegle stosować mnemotechniki, czego efektem jest umiejętność zapamiętania w krótkim czasie niezwykle dużej ilości informacji.
Do najsłynniejszych mnemonistów należał Sołomon Szerieszewski. Sawanci także charakteryzują się fantastycznymi zdolnościami pamięciowymi.

## Znani mnemoniści
- Eugenia Aleksiejenko
- Józef Bilczewski
- Antonio Magliabecchi
- Dominic O'Brien
- Kim Peek
- Sołomon Szerieszewski
- Rajan Mahadevan
- Alexander Aitken
- Giuseppe Gasparo Mezzofanti